# Апатіу
Апатіу (рум. Apatiu) — село у повіті Бистриця-Несеуд в Румунії. Входить до складу комуни Кіокіш.
Село розташоване на відстані 321 км на північний захід від Бухареста, 28 км на південний захід від Бистриці, 50 км на північний схід від Клуж-Напоки.

## Населення
За даними перепису населення 2002 року у селі проживали 347 осіб.
Національний склад населення села:
| Національність | Кількість осіб | Відсоток |
| -------------- | -------------- | -------- |
| румуни         | 339            | 97,7%    |
| угорці         | 8              | 2,3%     |

Рідною мовою назвали:
| Мова      | Кількість осіб | Відсоток |
| --------- | -------------- | -------- |
| румунська | 339            | 97,7%    |
| угорська  | 7              | 2,0%     |